# Zeiten ändern dich (album)
Zeiten ändern dich è il settimo album da solista del rapper berlinese Bushido. L´album è uscito il 19 febbraio del 2010 attraverso la Label indipendente ersguterjunge.

## Contenuto
Zeiten ändern dich è il nome della colonna sonora del film Zeiten ändern dich, uscito il 3 febbraio del 2010 che vede come protagonista il rapper tedesco Bushido.

## Produzione
Su Zeiten ändern dich hanno contribuito molti produttori: Bushido, Martin Stock, Beatzarre, Djorkaeff e Moses Pelham.

## Successo e singoli
Il disco ha avuto una buona posizione nella Media Control Charts, ovvero il secondo posto. Il disco è stato premiato in Germania con un disco d´oro.
I singoli estratti dal disco sono Alles wird gut (GER numero 10) e Zeiten ändern dich (che in Germania non si classificò tra i Top 100).

## Tracce
Versione Standard
1. Intro – 2:03
2. Zeiten ändern dich – 3:34
3. Ein Mann Armee – 3:44
4. 23 Stunden Zelle – 3:14
5. Lichtlein – 3:24
6. Airmax auf Beton (feat. Fler) – 3:39
7. Alles wird gut – 3:38
8. Vergeben & Vergessen – 3:43
9. Ich lass dich gehen – 3:27
10. Öffne uns die Tür (feat. Kay One) – 3:34
11. Es tut mir so leid – 3:40
12. Selina – 3:39
13. Steh auf (feat. Glashaus) – 4:13
14. Nur für dich (Mama) – 3:16
15. Battle on the Rockz (feat. Fler & Kay One) – 3:38
16. Wegen eines Blatt Papiers (Outro) – 3:24
17. Ich liebe dich (Kay One) - 4:03

Versione Premium (CD + DVD)
1. Making of (DVD)
2. Interview (DVD)
3. Galerie (DVD)
4. Alles wird gut (Video musicale)

Versione Limited Deluxe (2 CD + DVD)
1. Instrumentale di tutte le tracce
2. Weg eines Kriegers (Chakuza feat. Bizzy Montana) – 2:23